# SA-605
La SA-605 es una carretera de titularidad autonómica de la Junta de Castilla y León (España) que discurre por la provincia de Salamanca entre las localidades de Salamanca y el límite con la provincia de Zamora.

## Recorrido y características
La vía, que tiene una longitud de 25,445 km, pertenece a la Red Complementaria Preferente de la red autonómica de la Junta de Castilla y León.
Pasa por las localidades salmantinas de Salamanca, Villares de la Reina, San Cristóbal de la Cuesta, La Vellés y Aldeanueva de Figueroa.
| Salamanca (Continuación de C/Carretera de Fuentesaúco ) - L.P. Zamora (Continuación por ) | Salamanca (Continuación de C/Carretera de Fuentesaúco ) - L.P. Zamora (Continuación por ) | Salamanca (Continuación de C/Carretera de Fuentesaúco ) - L.P. Zamora (Continuación por ) | Salamanca (Continuación de C/Carretera de Fuentesaúco ) - L.P. Zamora (Continuación por ) | Salamanca (Continuación de C/Carretera de Fuentesaúco ) - L.P. Zamora (Continuación por ) | Salamanca (Continuación de C/Carretera de Fuentesaúco ) - L.P. Zamora (Continuación por ) | Salamanca (Continuación de C/Carretera de Fuentesaúco ) - L.P. Zamora (Continuación por ) | Salamanca (Continuación de C/Carretera de Fuentesaúco ) - L.P. Zamora (Continuación por ) | Salamanca (Continuación de C/Carretera de Fuentesaúco ) - L.P. Zamora (Continuación por ) | Salamanca (Continuación de C/Carretera de Fuentesaúco ) - L.P. Zamora (Continuación por ) | Salamanca (Continuación de C/Carretera de Fuentesaúco ) - L.P. Zamora (Continuación por ) |
| Esquema                                                                                   | PK                                                                                        | Sentido L.P. Zamora                                                                       | Sentido L.P. Zamora                                                                       | Sentido L.P. Zamora                                                                       | Sentido L.P. Zamora                                                                       | Sentido Salamanca                                                                         | Sentido Salamanca                                                                         | Sentido Salamanca                                                                         | Sentido Salamanca                                                                         | Incidencias                                                                               |
| Esquema                                                                                   | PK                                                                                        | Velocidad                                                                                 | Elemento                                                                                  | Salida                                                                                    | Salida                                                                                    | Salida                                                                                    | Salida                                                                                    | Elemento                                                                                  | Velocidad                                                                                 | Incidencias                                                                               |
| Esquema                                                                                   | PK                                                                                        | Velocidad                                                                                 | Elemento                                                                                  | Dir.                                                                                      | Nombre                                                                                    | Nombre                                                                                    | Dir.                                                                                      | Elemento                                                                                  | Velocidad                                                                                 | Incidencias                                                                               |
| ----------------------------------------------------------------------------------------- | ----------------------------------------------------------------------------------------- | ----------------------------------------------------------------------------------------- | ----------------------------------------------------------------------------------------- | ----------------------------------------------------------------------------------------- | ----------------------------------------------------------------------------------------- | ----------------------------------------------------------------------------------------- | ----------------------------------------------------------------------------------------- | ----------------------------------------------------------------------------------------- | ----------------------------------------------------------------------------------------- | ----------------------------------------------------------------------------------------- |
|                                                                                           | 0,0                                                                                       |                                                                                           |                                                                                           |                                                                                           | C/Carretera de Fuentesaúco                                                                | C/Carretera de Fuentesaúco                                                                |                                                                                           |                                                                                           |                                                                                           |                                                                                           |
|                                                                                           | 0,0                                                                                       | Urbanización La Mina Urbanización El Viso                                                 |                                                                                           |                                                                                           |                                                                                           |                                                                                           |                                                                                           |                                                                                           |                                                                                           |                                                                                           |
|                                                                                           | 0,0                                                                                       | Urbanización Bizarricas                                                                   |                                                                                           |                                                                                           |                                                                                           |                                                                                           |                                                                                           |                                                                                           |                                                                                           |                                                                                           |
|                                                                                           | 0,0                                                                                       | Villares de la Reina Fuentesaúco Toro                                                     |                                                                                           |                                                                                           |                                                                                           |                                                                                           |                                                                                           |                                                                                           |                                                                                           |                                                                                           |
|                                                                                           | 0,4                                                                                       |                                                                                           |                                                                                           |                                                                                           | Villares de la Reina Fuentesaúco Toro                                                     | Villares de la Reina Fuentesaúco Toro                                                     |                                                                                           |                                                                                           |                                                                                           |                                                                                           |
|                                                                                           | 0,4                                                                                       | Estadio Helmántico Villamayor Todas direcciones                                           |                                                                                           |                                                                                           |                                                                                           |                                                                                           |                                                                                           |                                                                                           |                                                                                           |                                                                                           |
|                                                                                           | 0,4                                                                                       | Salamanca                                                                                 |                                                                                           |                                                                                           |                                                                                           |                                                                                           |                                                                                           |                                                                                           |                                                                                           |                                                                                           |
|                                                                                           | 0,6                                                                                       |                                                                                           |                                                                                           |                                                                                           | Avda. de Fuentesaúco Pol. ind. Los Villares                                               | Avda. de Fuentesaúco Pol. ind. Los Villares                                               |                                                                                           |                                                                                           |                                                                                           |                                                                                           |
|                                                                                           | 0,6                                                                                       | Villares de la Reina Fuentesaúco Toro                                                     |                                                                                           |                                                                                           |                                                                                           |                                                                                           |                                                                                           |                                                                                           |                                                                                           |                                                                                           |
|                                                                                           | 0,6                                                                                       | Monterrubio de Armuña                                                                     |                                                                                           |                                                                                           |                                                                                           |                                                                                           |                                                                                           |                                                                                           |                                                                                           |                                                                                           |
|                                                                                           | 0,6                                                                                       | Salamanca Estadio Helmántico                                                              |                                                                                           |                                                                                           |                                                                                           |                                                                                           |                                                                                           |                                                                                           |                                                                                           |                                                                                           |
|                                                                                           | 1,3                                                                                       |                                                                                           |                                                                                           | VILLARES DE LA REINA                                                                      | VILLARES DE LA REINA                                                                      | VILLARES DE LA REINA                                                                      | VILLARES DE LA REINA                                                                      |                                                                                           |                                                                                           |                                                                                           |
|                                                                                           | 1,4                                                                                       |                                                                                           |                                                                                           |                                                                                           | Urbanizaciones Polígono industrial                                                        | Urbanizaciones Polígono industrial                                                        |                                                                                           |                                                                                           |                                                                                           |                                                                                           |
|                                                                                           | 1,4                                                                                       | Vía de Servicio                                                                           |                                                                                           |                                                                                           |                                                                                           |                                                                                           |                                                                                           |                                                                                           |                                                                                           |                                                                                           |
|                                                                                           | 1,4                                                                                       | San Cristóbal de la Cuesta Fuentesaúco Toro                                               |                                                                                           |                                                                                           |                                                                                           |                                                                                           |                                                                                           |                                                                                           |                                                                                           |                                                                                           |
|                                                                                           | 1,4                                                                                       | Polideportivo                                                                             |                                                                                           |                                                                                           |                                                                                           |                                                                                           |                                                                                           |                                                                                           |                                                                                           |                                                                                           |
|                                                                                           | 1,4                                                                                       | Salamanca                                                                                 |                                                                                           |                                                                                           |                                                                                           |                                                                                           |                                                                                           |                                                                                           |                                                                                           |                                                                                           |
|                                                                                           | 2,2                                                                                       |                                                                                           |                                                                                           |                                                                                           | Cabrerizos                                                                                | Cabrerizos                                                                                |                                                                                           |                                                                                           |                                                                                           |                                                                                           |
|                                                                                           | 2,2                                                                                       | San Cristóbal de la Cuesta Fuentesaúco Toro                                               |                                                                                           |                                                                                           |                                                                                           |                                                                                           |                                                                                           |                                                                                           |                                                                                           |                                                                                           |
|                                                                                           | 2,2                                                                                       | Monterrubio de Armuña                                                                     |                                                                                           |                                                                                           |                                                                                           |                                                                                           |                                                                                           |                                                                                           |                                                                                           |                                                                                           |
|                                                                                           | 2,2                                                                                       | Salamanca                                                                                 |                                                                                           |                                                                                           |                                                                                           |                                                                                           |                                                                                           |                                                                                           |                                                                                           |                                                                                           |
|                                                                                           | 2,4                                                                                       |                                                                                           |                                                                                           | VILLARES DE LA REINA                                                                      | VILLARES DE LA REINA                                                                      | VILLARES DE LA REINA                                                                      | VILLARES DE LA REINA                                                                      |                                                                                           |                                                                                           |                                                                                           |
|                                                                                           | 5,0                                                                                       |                                                                                           |                                                                                           | SAN CRISTÓBAL DE LA CUESTA                                                                | SAN CRISTÓBAL DE LA CUESTA                                                                | SAN CRISTÓBAL DE LA CUESTA                                                                | SAN CRISTÓBAL DE LA CUESTA                                                                |                                                                                           |                                                                                           |                                                                                           |
|                                                                                           | 5,3                                                                                       |                                                                                           |                                                                                           | Castellanos de Moriscos                                                                   | Castellanos de Moriscos                                                                   | Castellanos de Moriscos                                                                   | Castellanos de Moriscos                                                                   |                                                                                           |                                                                                           |                                                                                           |
|                                                                                           | 5,4                                                                                       |                                                                                           |                                                                                           | Monterrubio de Armuña                                                                     | Monterrubio de Armuña                                                                     | Monterrubio de Armuña                                                                     | Monterrubio de Armuña                                                                     |                                                                                           |                                                                                           |                                                                                           |
|                                                                                           | 5,5                                                                                       |                                                                                           |                                                                                           | SAN CRISTÓBAL DE LA CUESTA                                                                | SAN CRISTÓBAL DE LA CUESTA                                                                | SAN CRISTÓBAL DE LA CUESTA                                                                | SAN CRISTÓBAL DE LA CUESTA                                                                |                                                                                           |                                                                                           |                                                                                           |
|                                                                                           | 6,3                                                                                       |                                                                                           |                                                                                           |                                                                                           | Urbanización Los Carriles                                                                 | Urbanización Los Carriles                                                                 |                                                                                           |                                                                                           |                                                                                           |                                                                                           |
|                                                                                           | 7,1                                                                                       |                                                                                           |                                                                                           |                                                                                           | Urbanización Las Toras                                                                    | Urbanización Las Toras                                                                    |                                                                                           |                                                                                           |                                                                                           |                                                                                           |
|                                                                                           | 9,2                                                                                       |                                                                                           |                                                                                           |                                                                                           | Urbanización Fuente Vieja                                                                 | Urbanización Fuente Vieja                                                                 |                                                                                           |                                                                                           |                                                                                           |                                                                                           |
|                                                                                           | 11,6                                                                                      |                                                                                           |                                                                                           | LA VELLÉS                                                                                 | LA VELLÉS                                                                                 | LA VELLÉS                                                                                 | LA VELLÉS                                                                                 |                                                                                           |                                                                                           |                                                                                           |
|                                                                                           | 11,7                                                                                      |                                                                                           |                                                                                           |                                                                                           | Pedrosillo el Ralo                                                                        | Pedrosillo el Ralo                                                                        |                                                                                           |                                                                                           |                                                                                           |                                                                                           |
|                                                                                           | 11,7                                                                                      | Palencia de Negrilla Negrilla de Palencia                                                 |                                                                                           |                                                                                           |                                                                                           |                                                                                           |                                                                                           |                                                                                           |                                                                                           |                                                                                           |
|                                                                                           | 11,9                                                                                      |                                                                                           |                                                                                           | LA VELLÉS                                                                                 | LA VELLÉS                                                                                 | LA VELLÉS                                                                                 | LA VELLÉS                                                                                 |                                                                                           |                                                                                           |                                                                                           |
|                                                                                           | 13,9                                                                                      |                                                                                           |                                                                                           | Arcediano Tardáguila                                                                      | Arcediano Tardáguila                                                                      | Arcediano Tardáguila                                                                      | Arcediano Tardáguila                                                                      |                                                                                           |                                                                                           |                                                                                           |
|                                                                                           | 20,2                                                                                      |                                                                                           |                                                                                           | ALDEANUEVA DE FIGUEROA                                                                    | ALDEANUEVA DE FIGUEROA                                                                    | ALDEANUEVA DE FIGUEROA                                                                    | ALDEANUEVA DE FIGUEROA                                                                    |                                                                                           |                                                                                           |                                                                                           |
|                                                                                           | 20,6                                                                                      |                                                                                           |                                                                                           | Todas direcciones                                                                         | Todas direcciones                                                                         | Todas direcciones                                                                         | Todas direcciones                                                                         |                                                                                           |                                                                                           |                                                                                           |
|                                                                                           | 20,9                                                                                      |                                                                                           |                                                                                           | ALDEANUEVA DE FIGUEROA                                                                    | ALDEANUEVA DE FIGUEROA                                                                    | ALDEANUEVA DE FIGUEROA                                                                    | ALDEANUEVA DE FIGUEROA                                                                    |                                                                                           |                                                                                           |                                                                                           |
|                                                                                           | 25,445                                                                                    |                                                                                           |                                                                                           | Fuentesaúco Toro                                                                          | Fuentesaúco Toro                                                                          | Fuentesaúco Toro                                                                          | Fuentesaúco Toro                                                                          |                                                                                           |                                                                                           |                                                                                           |